# Écotaxe
Ne doit pas être confondu avec la taxe poids lourds, une taxe en France également appelée « écotaxe ».
 (octobre 2013).
Si vous disposez d'ouvrages ou d'articles de référence ou si vous connaissez des sites web de qualité traitant du thème abordé ici, merci de compléter l'article en donnant les références utiles à sa vérifiabilité et en les liant à la section « Notes et références ».
L'écotaxe est une taxe qui s'applique en vertu du principe pollueur-payeur aux actions provoquant des dommages environnementaux, pour contribuer à les limiter et/ou à en atténuer ou réparer certains effets. Au Québec, cette taxe est appelée « écofrais ». En France, la taxe poids lourds est couramment appelée « écotaxe », bien qu'elle ne vise pas le même objectif.
En Europe, elle est définie comme une « taxe dont l'assiette est une unité physique (ou une approximation d'une unité physique) de quelque chose qui a un impact négatif spécifique et avéré sur l'environnement, et qui est considérée comme une taxe par le SEC 95 ». Elle doit apparaître dans les « comptes économiques de l'environnement » mis en place dans le cadre statistique commun européen et dans le cadre de la « comptabilité verte » pour laquelle une première « stratégie européenne » a été présentée par la Commission en 1994.
Parmi les écotaxes figurent la taxe carbone, la taxe sur les carburants et le péage urbain.

## Origine
L'écotaxe est une taxe pigouvienne, du nom de l'économiste libéral britannique Arthur Cecil Pigou, qui proposa d'internaliser les déséconomies externes, c’est-à-dire les dommages engendrés par l'activité d'un agent qui en rejette le coût sur la société.

## Outil de contrôle des émissions industrielles
Les pays signataires du protocole de Kyoto se sont engagés à réduire d’ici 2010 leurs émissions de dioxyde de carbone (CO2) de 8 % par rapport à leur niveau de 1990. Si on occulte les limites administratives et les normes, jugées insuffisamment flexibles, il y a deux outils concurrents pour réduire ces émissions : les taxes et les permis d'émission négociables (PEN), qui ont chacun leur légitimité, leurs effets pervers et leurs champs d’application privilégiés.
Le principe des taxes, qu’elles portent sur l’énergie ou directement sur les émissions (ce qui demande de mettre en place un dispositif de mesure systématique et précis), est simple : il s’agit d’inciter les unités de production à réduire leurs émissions en pénalisant ces dernières. Le principe des permis d’émissions est moins connu : il s’agit de titres échangeables sur le marché, comme des actions, qui confèrent à leur détenteur un « droit à polluer ». Le volume de titres étant contrôlé par les autorités, le système permet de fixer précisément la quantité d’émissions. De plus, sa grande flexibilité permet de minimiser les coûts de la réduction des émissions de dioxyde de carbone : il permet en effet de réduire d’abord les émissions là où il est le moins coûteux de le faire. La principale différence entre taxes et permis d’émission tient à ce qu’avec les taxes, l’État prélève de l’argent et non avec les permis s'ils sont initialement distribués gratuitement aux entreprises au pro rata de leurs émissions passées et non vendus aux enchères.
Les détracteurs de la taxe pigouvienne soutiennent souvent que sans autorité mondiale, il est impossible de généraliser le recours à des instruments fiscaux. C’est un argument fallacieux car la mise en place d’un marché de permis d’émission requiert également l’existence d’institutions internationales. Il est clair que les permis et les écotaxes nécessitent un cadre économique et politique encore inexistant : ce n’est pas sur ce point que doit se faire le choix.
Il existe en fait une différence fondamentale entre ces deux outils économiques : comme l’État n’a qu’une vague idée du coût des réductions, il ne peut pas être sûr du résultat en matière de réduction d’émissions au moment de fixer les taxes, mais avec les permis, il sait chiffrer la réduction mais non le coût. Face à cette double incertitude, il faut se référer aux critères de choix établis par l’économiste Martin Weitzman, à condition d’avoir une idée de l’allure des courbes des coûts. Si les coûts des dommages croissent plus vite que ceux des réductions d’émissions, il vaut mieux être sûr de contrôler la pollution et donc utiliser un système de permis. En revanche, si les coûts qui ont la plus forte croissance sont ceux de la diminution des rejets, il est préférable d’utiliser l’écotaxe pour plafonner le coût de l’effort de dépollution. Ces deux critères constituent le « théorème de Weitzman ».
Ces considérations théoriques ne sont cependant pas les seules à prendre en compte. Dans le cas de l’écotaxe, on peut notamment faire valoir le « double dividende » : d’une part, réduire les émissions de dioxyde de carbone et d’autre part, diminuer les cotisations sociales, c'est-à-dire favoriser l’emploi sans changer le volume global des prélèvements fiscaux.
Enfin, il peut être judicieux d’envisager une combinaison entre taxes et permis, à l’image du programme présenté par le gouvernement français en janvier 2000 : instituer une écotaxe dont seraient exemptées les entreprises fortement consommatrice, à condition qu’elles entrent dans un système restreint de permis. Invalidé par le Conseil constitutionnel en décembre 2000, ce système hybride avait le mérite de permettre la convergence des coûts marginaux dans le secteur où ils sont élevés et de préserver la concurrentialité de l’économie française. L'Union européenne a imaginé un mécanisme hybride pour l’application du protocole de Kyoto : chaque pays membre s’est vu assigné un objectif de réduction de ses émissions pour que la réduction globale corresponde à l’engagement pris mais avec un coût global le plus faible possible. Ainsi, la France, dont les émissions par habitant sont déjà très basses, doit se stabiliser à 0 %, mais l’Allemagne, dont les coûts marginaux de réduction sont peu élevés à cause de la restructuration à l’ancienne Allemagne de l'est, doit réduire ses émissions de 35 % par rapport à 1990. Chaque choisit d’adopter les mesures qu’il préfère : permis, écotaxe ou une combinaison des deux.

## Exemples par pays

### Allemagne
Il n'existe pas à proprement parler d'écotaxe en Allemagne : son principe n'a pas été explicitement introduit dans la législation. C’est pourtant bien dans l’esprit de l’écotaxe qu’a été introduite la taxe sur l’électricité, à partir du 1er avril 1999, simultanément à l’augmentation de la taxe sur les hydrocarbures. Ces mesures doivent générer un double dividende, à la fois environnemental et socio-économique :
- diminution concomitante des rejets de dioxyde de carbone et de la dépendance énergétique allemande par l’amélioration de l’efficacité énergétique des entreprises et le financement de politiques de développement des énergies renouvelables ;
- résolution du problème de vieillissement de la population par l’affectation des recettes de cette écotaxe implicite à la stabilisation des cotisations retraite.

| Année | Recettes | Part consacrée au paiement des retraites | Part consacrée au développement des énergies renouvelables |
| ----- | -------- | ---------------------------------------- | ---------------------------------------------------------- |
| 1999  | 4 300    | 4 500                                    | 100                                                        |
| 2000  | 8 800    | 8 400                                    | 100                                                        |
| 2001  | 11 800   | 11 200                                   | 200                                                        |
| 2002  | 14 300   | 13 700                                   | 200                                                        |
| 2003  | 18 700   | 16 100                                   | 100                                                        |
| 2004  | 18 100   | 16 000                                   | 100                                                        |

Depuis 1999, ces taxes ont connu plusieurs augmentations et des aménagements pour les entreprises du secteur tertiaire à haute intensité énergétique et le transport aérien.

### Danemark
Le 15 décembre 2023, le gouvernement danois annonce l'instauration d'une taxe de 13,50 € en moyenne sur les billets d'avion au départ du Danemark. Les vols en correspondance ne sont pas concernés. Le montant de la taxe, qui sera introduite en 2025, sera proportionnel à la durée du vol. Le ministre du Climat et de l'Énergie, Lars Aagaard, a appelé l'Europe à la mise en place d'une réglementation commune.

### France
En 2013, en matière de taxes environnementales, Eurostat classait la France à la 21e place pour ce qui est du poids de la fiscalité écologique dans le PIB, et à la 26e place pour la part dans le total des recettes fiscales pour l'année 2011,.
En vertu du principe de responsabilité élargie du producteur, les fabricants, importateurs ou distributeurs de certains produits (emballages ménagers, équipements électriques, piles, etc.) s'acquittent d'une faible contribution destinée à financer la collecte sélective, le recyclage ou le traitement des déchets de fin de vie, mais « toutes filières confondues », ces contributions n'ont contribué en 2011 qu'à rapporter 1 Md €. Le système de « bonus-malus écologique » appliqué aux véhicules plus ou moins émetteurs de CO2 s'apparente à une fiscalité écologique avec 1,1 Md € de recettes en 2011, tandis que le système de marché du carbone en est plus éloigné (ventes/échanges de quotas de CO2) avec des résultats discutés. Dans le domaine du dérèglement climatique, la fiscalité française s'est en outre centrée sur le CO2 en épargnant d'autres gaz à effet de serre tels le protoxyde d'azote, le méthane ou les gaz fluorés. La fiscalité écologique française inclut des crédits d'impôt, réductions de taxe, bonus, etc. visant à inciter les comportements favorables à l’environnement, avec par exemple en 2011 2 Mds € de déduction fiscale accordés en 2011 pour l'isolation des logements et les énergies renouvelables, 33 M € de déduction pour soutenir l'agriculture biologique, ou 1,5 M € d'exonération de taxe foncière en zone Natura 2000 en échange de bonnes pratiques de gestion.

#### Historique des dispositifs d'«écotaxes»
- Les taxes perçues par l'agence de l'eau sur la consommation d'eau par les privés et industriels sont parfois présentées comme le premier système d'écotaxes en France.
- En 1999, le gouvernement Lionel Jospin a cherché à instaurer une écotaxe pour financer le passage aux 35 heures mais le projet a été invalidé par le conseil constitutionnel.
- Depuis 2006, l'éco-participation est destinée à financer la collecte, le recyclage ou la valorisation des Déchets d'équipements électriques et électroniques (DEEE). Elle consiste en une taxe collectée par les distributeurs sur les ventes d'équipements électriques et électroniques (ex. : 0,12 € pour une lampe à LED[8], 7 à 15 € pour un réfrigérateur) et est perçue par les organismes agréés pour le recyclage de ces DEEE (qui constituent environ 15 kg/an et par habitant de produits en France[réf. nécessaire]).
- En août 2007, lors du début du Grenelle de l'environnement, une proposition d'aquataxe a été faite par l'association de consommateurs UFC-Que Choisir, qui, incluse dans le prix des pesticides, pourrait servir à aider les agriculteurs à « changer leurs pratiques dans le domaine de l'eau »[9].
- À partir de 2008, dans le cadre de l'achat d'une automobile, le consommateur doit payer une surtaxe à partir d'un certain seuil d'émission de CO2 par kilomètre parcouru (seuil de 141 g en 2012). Le barème 2012 de ce bonus-malus écologique est donné ci-après, les seuils et valeurs des malus ont ensuite évolué chaque année. Il s'agit d'une volonté du gouvernement de sensibiliser les consommateurs à une démarche d'achats durables.
  - 141-150 g/km : malus de 200 €
  - 151-155 g/km : malus de 500 €
  - 156-180 g/km : malus de 750 €
  - 181-190 g/km : malus de 1 300 €
  - 191-230 g/km : malus de 2 300 €
  - 230 g/km et plus : malus de 6 000 €
- En 2011, les taxes environnementales (au sens retenu par Eurostat) ont atteint environ 40 milliards d'euros (Mds €) en France, dont les trois quarts provenant du secteur de l'énergie et principalement de la consommation de pétrole ou d'autres énergies fossiles (les taxes intérieures de consommation sur les produits énergétiques (TICPE) ne concernent que la consommation de carburants, de gaz, de fioul et de charbon). Elles ont fourni 25,5 Mds € en 2011[7], tandis que la taxe sur la consommation électrique, via surtout la contribution au service public de l'électricité (CSPE) a fourni 3 Mds €[7] qui permettent de « financer les coûts des politiques de soutien à la cogénération et aux énergies renouvelables, les surcoûts de production dans les zones non interconnectées au réseau électrique métropolitain continental, et la mise en œuvre des tarifs sociaux (tarification spéciale « produit de première nécessité »[7]).

En dépit du principe pollueur-payeur admis en France, les taxes sur les pollutions émises sont de peu d'importance, tandis qu'à titre de comparaison, elles comptent pour près de 20 % des revenus fiscaux aux Pays-Bas. Dans l'Union européenne, d'autres pays taxent bien plus fortement les pollutions de l'eau, de l'air ou la consommation de pesticides par exemple. En 2010, la France était avant-dernière (l'Espagne étant dernière). Les recettes de taxes environnementales représentaient en effet seulement 1,9 % du PIB, quand la moyenne de l'UE-27 s'établit à 2,4 %. Cette fiscalité écologique ne représente également que 4,2 % des prélèvements obligatoires en France, contre 6,2 % en moyenne européenne (selon Eurostat et le système statistique unifié européen).

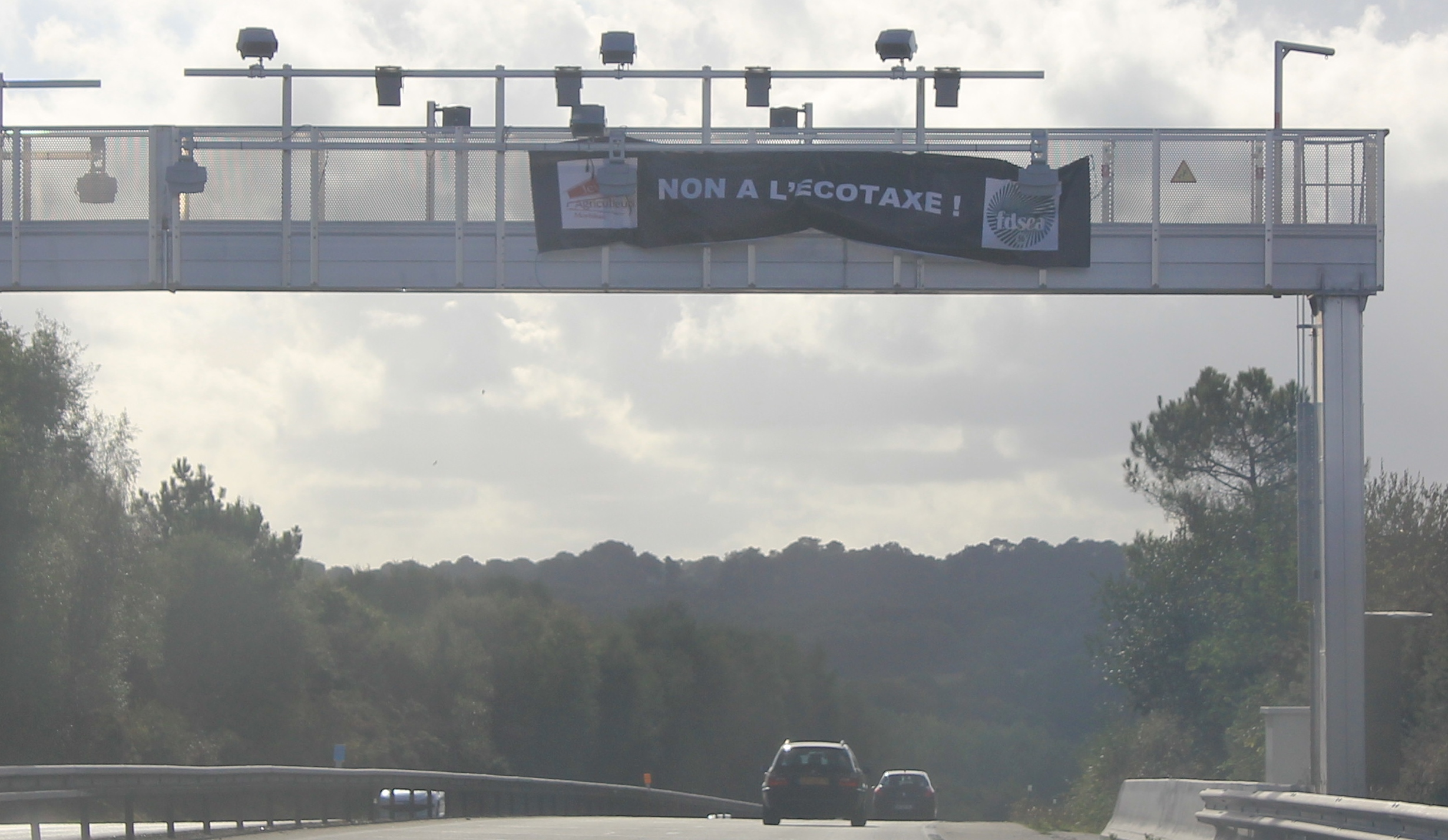
Un des portiques installés sur les routes françaises en 2013 pour collecter la taxe poids lourds. Le projet a été abandonné à la suite d'une forte opposition en Bretagne.

- À l'automne 2013, des manifestations et sabotages ont été organisés en Bretagne (par le Mouvement des Bonnets rouges) pour protester contre la taxe poids lourds, en la désignant « écotaxe », à la suite de quoi (à l'automne 2013) le gouvernement décide de geler sa mise en place. En octobre 2014, alors que sa mise en place avait été repoussée à début 2015, la ministre de l’Écologie Ségolène Royal suspend l'écotaxe[10]. 
En 2017, la Cour des comptes chiffre le coût de cet abandon à plus d'un milliard d'euros (dont 958 millions pour indemniser Ecomouv' contractuellement lié à l'État, et 70 millions engagées par les administrations pour la mise en place, puis l'abandon du projet[11]). Cette somme pourrait encore être majorée « en raison de contentieux indemnitaires pour 270 millions » ajoute la cour[11]. De plus « le projet alternatif de péage de transit a pâti à son tour d'un manque de soutien politique et a été suspendu (...) ». Cet échec survient en France alors que des pays proches (Allemagne, Autriche, Pologne puis Belgique) ont su mettre en place un dispositif équivalent[11].
- Le 1er avril 2014, une taxe carbone est incluse dans les taxes intérieures de consommation sous la forme d'une « composante carbone » proportionnelle aux émissions de CO2. D'un montant initial de 7 €/tCO2, elle est passée à 14,50 € en 2015, 22 € en 2016 et 30,50 € en 2017. Elle devrait atteindre 100 € en 2030[réf. nécessaire].
- Une ordonnance du gouvernement publiée le 26 mai 2021 donne à la collectivité européenne d'Alsace la possibilité d'instaurer une taxe sur le transport routier de marchandises[12]. Cette écotaxe locale devrait être mise en place en 2024[13].

### Suède
En Suède, l’écotaxe a été mise en œuvre pour réduire les émissions de dioxyde de soufre (SO2), responsables des pluies acides. Cette mesure, adoptée en 1988, s’est accompagnée d’une baisse de l’impôt sur le revenu des personnes physiques, afin que la part des prélèvements obligatoires dans le PNB ne soit pas modifiée. Cette écotaxe était réellement incitative puisqu’elle s’élevait à 4 500 euros par tonne de dioxyde de soufre émise. Elle permit d'abaisser les émissions, bien que légèrement moins qu'espéré.
L’expérience suédoise n’est peut-être pas directement transposable à la réduction des émissions de dioxyde de carbone, dans la mesure où il n’existe pas de solutions techniques aussi simples et rapides dans ce cas que dans celui du dioxyde de soufre. Tandis que ce dernier est généralement le produit de réactions secondaires ou indésirables, le dioxyde de carbone est le produit attendu de toute combustion. Dans le premier cas, on peut jouer sur les réactifs (par exemple substituer un charbon à basse teneur en soufre au charbon habituel) ou les procédés industriels, tandis que dans le second cas, il est impossible de réduire directement les émissions, à moins de disposer d’une importante production d’énergie sans émission de CO2.

### Suisse
La Suisse connaît plusieurs taxes liées au principe de pollueur-payeur. Au niveau des transports, il existe la redevance poids lourds liée aux prestations qui taxe le transport de marchandises par la route depuis le 1er janvier 2001.

### Reportage
- Fabrice Drouelle, « 2013, la révolte des bonnets rouges » [audio], sur Affaires sensibles, 9 octobre 2023 (consulté le 12 octobre 2023).